# Di-isopropyltartraat
Di-isopropyltartraat of DIPT is een ester van wijnsteenzuur, met als brutoformule C10H18O6. De stof komt voor als een heldere kleurloze tot lichtgele vloeistof.
Di-isopropyltartraat bezit 2 chirale koolstofatomen, waardoor er 3 stereo-isomeren kunnen gevormd worden (in feite 4, maar twee ervan zijn mesovormen). Het wordt hoofdzakelijk gebruikt bij asymmetrische syntheses en als precursor voor verschillende geneesmiddelen en landbouwchemicaliën. Een belangrijke toepassing van deze verbinding wordt ook gevonden bij de Sharpless-epoxidatie.